# 妙道寺双塔
35°08′54″N 110°46′08″E / 35.14833°N 110.76889°E
妙道寺双塔位于中国山西省临猗县城北双塔小学内，2006年被列为第六批全国重点文物保护单位。
妙道寺始建年代不详，曾称雁塔寺、双塔寺等。双塔东西相对，相距约80米，均为方形楼阁式砖塔。西塔地宫曾出土文物20余件，题记显示该塔建于北宋熙宁二年（1069年），东塔建造年代不详，但据其形制分析，其建造年代应与西塔相近。东塔共有七层，西塔为九层。